# Zen Guerrilla
Gli Zen Guerrilla sono stati un gruppo alternative rock statunitense formato nel 1989 nel Delaware da Marcus Durant (voce), Andy Duvall (batteria), Carl Home (basso) e Rich Millman (chitarra). 
Lo stile della band, una fusione di blues, gospel e rock and roll, fu notato da Jello Biafra, che nel 1995 li mise sotto contratto con la sua Alternative Tentacles, pubblicando il secondo album Positronic Raygun e la ristampa dei primi due EP Invisible "Liftee" Pad/Gap-Tooth Clown. Nel 1999 fu la volta del terzo album di studio Trance State in Tongues, che fu pubblicato negli USA da Sub Pop e in Europa da Epitaph Records. In seguito gli Zen Guerrilla pubblicarono l'ultimo disco Shadows on the Sun prima di sciogliersi nel 2003.
Andy Duvall e Rich Millman hanno proseguito l'attività all'interno dei Carlton Melton

## Formazione
- Marcus Durant - voce
- Rich Millman - chitarra
- Carl Home - basso
- Andy Duvall - batteria

## Discografia

### Album
- 1995 - Zen Guerrilla
- 1998 - Positronic Raygun
- 1999 - Trance State in Tongues
- 2001 - Shadows on the Sun

### Raccolte
- 1997 - Invisible "Liftee" Pad/Gap-Tooth Clown

### EP
- 1995 - Creature Double Feature
- 1996 - Invisible Liftee Pad
- 1996 - Gap-Tooth Clown
- 2002 - Plasmic Tears and the Invisible City

### Singoli
- 1993 - Pull/Nile Song
- 1994 - Crow/Unusual
- 1997 - Trouble Shake/Change Gonna Come
- 1999 - Ghetto City Version/Hungry Wolf
- 2000 - Mama's Little Rocket
- 2000 - Dirty Mile/Ham and Eggs
- 2000 - Pocketful of String/Wigglin' Room
- 2000 - The Seeker/Half Step
- 2001 - Mob Rules/The Trooper